# Pietro Ferraris
Pietro Ferraris (Vercelli, 15 de febrer de 1912 - 11 d'octubre de 1991) fou un futbolista italià de les dècades de 1930 i 1940.
Fou conegut com a Ferraris II, per distingir-lo de Mario Ferraris I.
Pel que fa a clubs, destacà al Napoli, Ambrosiana-Inter i Torino. En total marcà 123 gols en 469 partits a la Serie A i guanyà 6 títols de lliga, 2 amb l'Inter, i 4 amb el Torino, a més de dues Copes, una amb cada equip.
Amb la selecció disputà 14 partits i marcà 3 gols entre 1935 i 1947, i es proclamà campió del món el 1938.

## Palmarès
Ambrosiana-Inter
- Serie A: 1937-38, 1939-40
- Coppa Italia: 1938-39

Torino
- Serie A: 1942-43, 1945-46, 1946-47, 1947-48
- Coppa Italia: 1942-43

Itàlia
- Copa del Món: 1938